# Piotrowice Dolne
Piotrowice Dolne – część wsi Piotrowice w Polsce położona w województwie dolnośląskim, w powiecie kłodzkim, w gminie Bystrzyca Kłodzka, dawniej osada.
W latach 1975–1998 miejscowość należała administracyjnie do województwa wałbrzyskiego.